# Черлена
Черле́на — річка в Україні, в межах Хотинського та Новоселицького районів Чернівецької області. Ліва притока Пруту (басейн Дунаю).

## Опис
Довжина 36 км, площа водозбірного басейну 366 км². Похил річки 2,9 м/км. Долина завширшки до 2,5 км. Заплава двостороння, подекуди асиметрична, завширшки 200 м. Річище помірно звивисте, завширшки до 5 м. Використовується на господарські потреби. Є руслові ставки.

## Розташування
Бере початок на південних схилах Хотинський височини, між селами Ширівці та Зарожани. Тече на південний схід і південь. Впадає до Пруту біля села Негрінці. В селах вниз за течею (с. Черленівка, Ванчіківці, Новоіванківці, Костичани, Думени, Драниця, Негрінці) відома під назвою Черніла.
Основні притоки: Орунда, Бодніз, Глодос (праві); Щербинці, Сталінешти (ліві).